# Amethyst
Amethyst é a quarta mixtape da cantora e compositora americana Tinashe, lançada em 16 de março de 2015. A mixtape segue o lançamento de seu álbum de estreia Aquarius (2014). Recebeu esse nome devido a sua pedra zodiacal, a ametista. Tinashe gravou a mixtape em seu estúdio caseiro, em seu quarto, ao longo das férias natalinas de 2014. Lançou-a como um presente de agradecimento a seus fãs.

## Alinhamento de faixas
| N.º            | Título                    | Produtor(es)                                | Duração |  |
| 1.             | "Dreams Are Real"         | Tinashe Kachingwe Mae N. Maejor Smash David | 3:43    |  |
| 2.             | "Wrong"                   | Kachingwe Ryan Hemsworth                    | 4:20    |  |
| 3.             | "Something to Feel"       | Kachingwe Nez & Rio                         | 2:26    |  |
| 4.             | "Looking 4 It"            | Kachingwe Legacy                            | 4:05    |  |
| 5.             | "Wanderer"                | Kachingwe Ritz Reynolds DJ Dahi             | 3:19    |  |
| 6.             | "Worth It" (com IamSu!)   | Kachingwe IamSu!                            | 4:51    |  |
| 7.             | "Just the Way I Like You" | Kachingwe Reynolds                          | 4:31    |  |
| Duração total: | Duração total:            | Duração total:                              | 27:15   |  |

Créditos de samples
- "Dreams Are Real" contém interpolações de "Wild for the Night", interpretada por ASAP Rocky.
- "Wrong" contém samples de "Summer Madness", interpretada por Kool and the Gang.
- "Wanderer" contém interpolações de "Bound 2", interpretada por Kanye West.